# Tulostoma costatum
Tulostoma costatum es una especie de hongo del género Tulostoma, de la familia Agaricaceae, orden Agaricales. Fue descrita por B. Liu.

## Distribución
Se distribuye por Asia.